# 令制国一覧

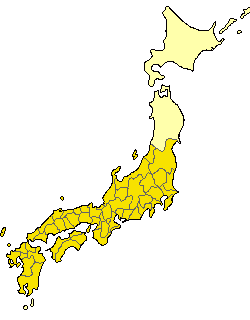
701年（大宝元年）から702年（大宝2年）まで。濃い黄色で示す地域が制度の及ぶ範囲。

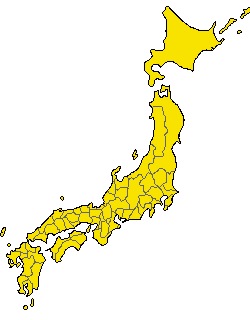
鎌倉時代から1868年（明治元年）まで

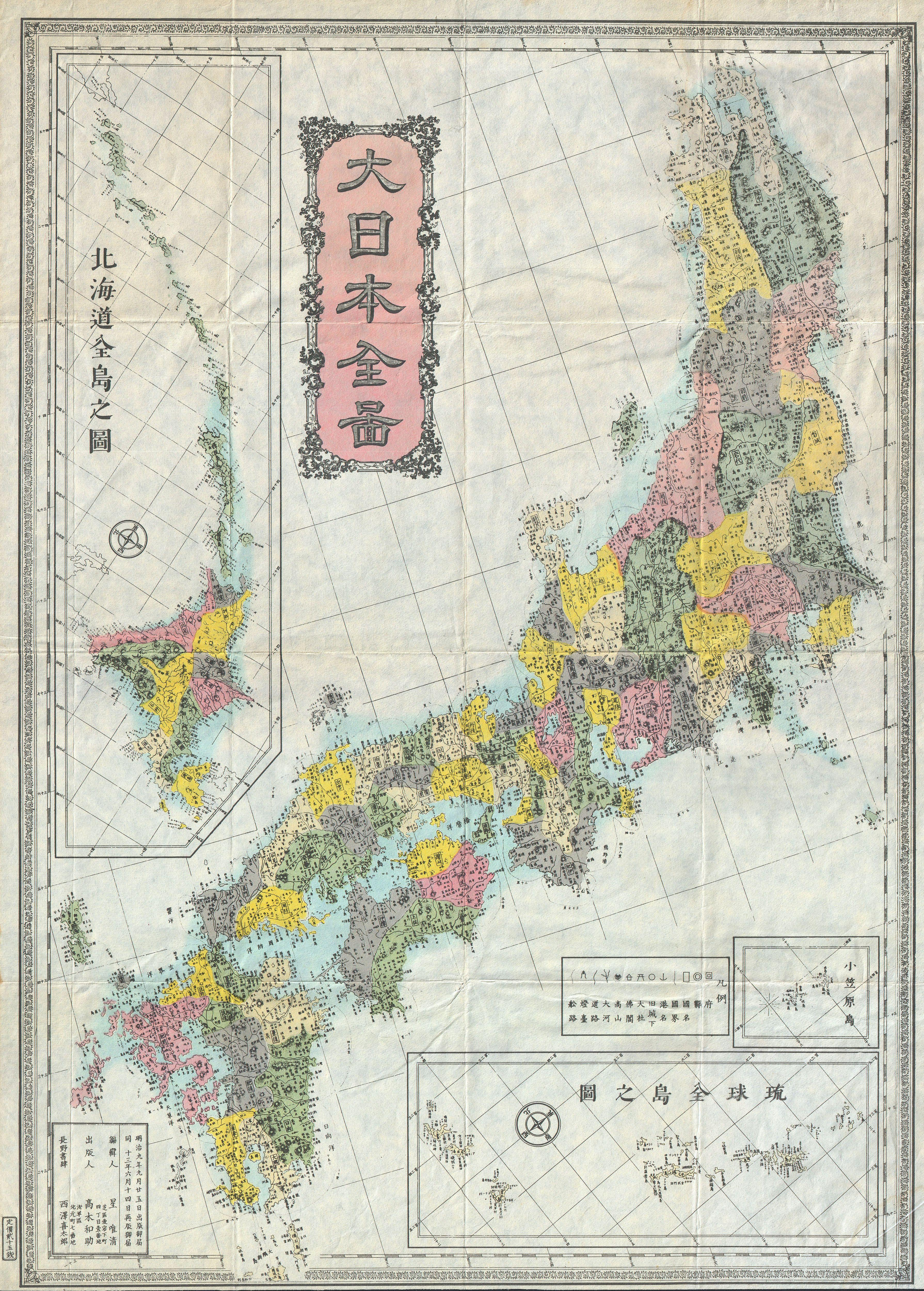
明治初期の令制国の配置

令制国一覧（りょうせいこくいちらん）は、7世紀後半からの日本国内の地方行政区分、国（令制国）の一覧である。
令制国の改廃は、奈良時代までと明治時代になされ、その間の平安時代から江戸時代には長期にわたって変更がなかった。

## 表記の仕方について
この一覧では、五畿七道に従って配列し、廃止・消滅したものや一時的に存在した諸国はその中に字下げして付ける。この一覧が、すべての国を列挙するためのもので、多くの改廃を記していないことに注意されたい。それらの詳細は、各国の項目に記す。
個々の国について、中国の地方単位である州になぞらえて「○州」と呼ぶ慣用表現がある（丸括弧に表記）。○の部分には、二字からなる国の名のうち一字を採ってあてる。日本全体を総称する際には、「日本六十余州」などと表現することもあった。読み仮名は現代仮名遣いで、歴史的仮名遣で表記が異なるものはスラッシュ " / " の後に示した。

## 五畿

### 畿内
- 大和国 やまと（和州）
  - 716年頃 - 738年頃。
    - 大和国
    - 芳野監 よしの
- 山城国 やましろ（城州、山州、雍州）
- 河内国 かわち/かはち（河州）
- 和泉国 いずみ/いづみ（泉州） - 716年に和泉監（いずみのげん）として河内国より分立。740年に河内国に併合されるも、757年に再分立。
- 摂津国 せっつ（摂州）

## 七道

### 東海道
- 伊賀国 いが（伊州、賀州）
- 伊勢国 いせ（勢州）
- 志摩国 しま（志州） - 8世紀初めまでに伊勢国より分立。
- 尾張国 おわり/をはり（尾州）
- 三河国 みかわ/みかは（三州、参州）
- 遠江国 とおとうみ/とほたふみ（遠州）
- 駿河国 するが（駿州）
- 伊豆国 いず/いづ（豆州） - 680年に駿河国より分立。
- 甲斐国 かい/かひ（甲州）
- 相模国 さがみ（相州）
- 武蔵国 むさし（武州） - 771年、東山道から東海道に所属変更。
- 安房国 あわ/あは（房州、安州） - 718年に上総国より分立。741年に上総国に併合されるも757年再分立。
- 上総国 かずさ/かづさ（総州）
- 下総国 しもうさ/しもふさ（総州）
- 常陸国 ひたち（常州）

### 東山道
- 近江国 おうみ/あふみ（江州・近州）
- 美濃国 みの（濃州）
- 飛騨国 ひだ（飛州）
- 信濃国 しなの（信州）
  - 諏方国 すわ/すは - 721年に信濃国より分立。731年に再統合。
- 上野国 こうずけ/かうづけ（上州）
- 下野国 しもつけ（野州）
- 陸奥国 みちのおく/みちのく/むつ（奥州/陸州） - 陸奥国は7世紀に常陸国より分立。
  - 石背国 いわせ/いはせ - 718年に陸奥国より分立。数年後に再統合。
  - 石城国 いわき/いはき - 718年に陸奥国より分立。数年後に再統合。
※ 陸奥は戊辰戦争の戦後処理の一環で分割された。
    - 陸奥国 (1869-) りくおう/むつ - 陸前・陸中等を分割後の部分。
    - 陸前国 りくぜん - 1869年に陸奥国より分立。
    - 陸中国 りくちゅう/りくちゆう - 1869年に陸奥国より分立。
    - 岩代国 いわしろ/いはしろ（岩州） - 1869年に陸奥国より分立。
    - 磐城国 いわき/いはき（磐州） - 1869年に陸奥国より分立。
- 出羽国 でわ/では（羽州） - 712年（和銅5年）に越後国出羽郡を割いて出羽国を建てる。
  - 同年10月、陸奥国の最上・置賜両郡を出羽国に編入。
※ 出羽は戊辰戦争の戦後処理の一環で分割された。
    - 羽前国 うぜん - 1869年に出羽国より分立。
    - 羽後国 うご - 1869年に出羽国より分立。

### 北陸道
- 若狭国 わかさ（若州）
- 越前国 えちぜん/ゑちぜん（越州）
- 加賀国 かが（加州） - 823年に越前国より分立。
- 能登国 のと（能州） - 718年に越前国より分立。741年に越中国に併合されるも、757年に再分立。
- 越中国 えっちゅう/ゑつちゆう（越州）
- 越後国 えちご/ゑちご（越州）
- 佐渡国 さど（佐州、渡州） - 743年に越後国に併合されるも、752年に再分立。

### 山陰道
- 丹波国 たんば（丹州）
- 丹後国 たんご（丹州） - 713年に丹波国より分立。
- 但馬国 たじま/たぢま（但州）
- 因幡国 いなば（因州）
- 伯耆国 ほうき/はうき（伯州）
- 出雲国 いずも/いづも（雲州）
- 石見国 いわみ/いはみ（石州）
- 隠岐国 おき（隠州）

### 山陽道
- 播磨国 はりま（播州）
- 美作国 みまさか（作州） - 713年に備前国より分立。
- 備前国 びぜん（備州）
- 備中国 びっちゅう/びつちゆう（備州）
- 備後国 びんご（備州）
- 安芸国 あき（芸州）
- 周防国 すおう/すはう（防州、周州）
- 長門国 ながと（長州）

### 南海道
- 紀伊国 きい（紀州）
- 淡路国 あわじ/あはぢ（淡州）
- 阿波国 あわ/あは（阿州）
- 讃岐国 さぬき（讃州）
- 伊予国 いよ（予州）
- 土佐国 とさ（土州）

### 西海道
- 筑前国 ちくぜん（筑州）
- 筑後国 ちくご（筑州）
- 豊前国 ぶぜん（豊州）
- 豊後国 ぶんご（豊州）
- 肥前国 ひぜん（肥州）
  - 値嘉島 ちか - 876年に肥前国より分立。数年後に再編入。 現在の長崎県平戸島及び江島、平島を除く五島列島及び附属島嶼。
- 肥後国 ひご（肥州）
- 日向国 ひゅうが/ひうが（日州、向州）
- 大隅国 おおすみ/おほすみ（隅州） - 713年に日向国より分立。
  - 多禰国 たね - 702年に日向国より分立。824年に大隅国に併合。
- 薩摩国 さつま（薩州） - 702年に日向国より分立。
- 壱岐国 いき（壱州） - 古代は「壱岐嶋」[1][2]。
- 対馬国 つしま（対州） - 古代は「対馬嶋」または「対馬国」（文献により混用）[1][3]。

## 戊辰戦争直後に置かれた一道

### 北海道
- 渡島国 おしま/をしま（渡州） - かつての和人地。
- 後志国 しりべし（後州） - かつての和人地。
- 胆振国 いぶり（胆州） - 山越郡は、かつての和人地。
- 石狩国 いしかり（石州）
- 天塩国 てしお/てしほ（天州）
- 北見国 きたみ（北州） - 1881年、釧路国から旧網尻郡を編入。
- 日高国 ひだか（日州、高州）
- 十勝国 とかち（十州）
- 釧路国 くしろ（釧州） - 1881年、北見国へ旧網尻郡を移管。
- 根室国 ねむろ（根州） - 1885年、千島国へ色丹郡を移管。
- 千島国 ちしま（千州） - 1875年、樺太・千島交換条約により、得撫郡・新知郡・占守郡を追加新設。1885年、根室国から色丹郡を編入。

※鎌倉時代から江戸時代にかけて和人が進出し居住していた蝦夷地（北州）を、戊辰戦争（箱館戦争）終結直後の1869年、北海道および樺太と改め、同時に大宝律令の国郡里制を踏襲し北海道11国86郡が置かれた。以後、五畿八道となる。なお、北海道および樺太を指した蝦夷国（えぞのくに）は俗称であり、令制国としては存在しない。